# Microparlatoria fici
Microparlatoria fici är en insektsart som först beskrevs av Takahashi 1942.  Microparlatoria fici ingår i släktet Microparlatoria och familjen pansarsköldlöss.
Artens utbredningsområde är Thailand. Inga underarter finns listade i Catalogue of Life.